# Ōza 2020
L'Ōza 2020 è stata la sessantottesima edizione del torneo goistico giapponese Ōza.

## Svolgimento

### Fase preliminare
La fase preliminare serve a determinare chi accede al torneo per la selezione dello sfidante. Consiste in una serie di tornei preliminari iniziali, i cui vincitori si qualificano al torneo per la determinazione dello sfidante.
- W indica vittoria col bianco
- B indica vittoria col nero
- X indica la sconfitta
- +R indica che la partita si è conclusa per abbandono
- +N indica lo scarto dei punti a fine partita
- +F indica la vittoria per forfeit
- +T indica la vittoria per timeout
- +? indica una vittoria con scarto sconosciuto
- V indica una vittoria in cui non si conosce scarto e colore del giocatore

|  | Primo turno     | Primo turno     | Primo turno |  |  | Secondo turno   | Secondo turno   | Secondo turno   |     |            | Semifinali | Semifinali | Semifinali |  |  | Finale | Finale | Finale |
|  |                 |                 |             |  |  |                 |                 |                 |     |            |            |            |            |  |  |        |        |        |
|  | Satoshi Yuki    | Satoshi Yuki    | W+R         |  |  |                 |                 |                 |     |            |            |            |            |  |  |        |        |        |
|  | Shinji Takao    | Shinji Takao    |             |  |  | Satoshi Yuki    | Satoshi Yuki    |                 |     |            |            |            |            |  |  |        |        |        |
|  | Kyo Kagen       | Kyo Kagen       | W+R         |  |  | Kyo Kagen       | Kyo Kagen       | B+R             |     |            |            |            |            |  |  |        |        |        |
|  | Nobuaki Anzai   | Nobuaki Anzai   |             |  |  |                 |                 |                 |     | Kyo Kagen  | Kyo Kagen  | W+R        |            |  |  |        |        |        |
|  | Rin Kanketsu    | Rin Kanketsu    |             |  |  |                 | Keigo Yamashita | Keigo Yamashita |     |            |            |            |            |  |  |        |        |        |
|  | Junya Oba       | Junya Oba       | W+3,5       |  |  | Junya Oba       | Junya Oba       |                 |     |            |            |            |            |  |  |        |        |        |
|  | Keigo Yamashita | Keigo Yamashita | W+R         |  |  | Keigo Yamashita | Keigo Yamashita | B+R             |     |            |            |            |            |  |  |        |        |        |
|  | Makoto Son      | Makoto Son      |             |  |  |                 |                 |                 |     |            | Kyo Kagen  | Kyo Kagen  | W+R        |  |  |        |        |        |
|  | Yuta Iyama      | Yuta Iyama      | W+R         |  |  |                 | Cho U           | Cho U           |     |            |            |            |            |  |  |        |        |        |
|  | Akihiko Fujita  | Akihiko Fujita  |             |  |  | Yuta Iyama      | Yuta Iyama      | W+R             |     |            |            |            |            |  |  |        |        |        |
|  | Jiro Akiyama    | Jiro Akiyama    | W+R         |  |  | Jiro Akiyama    | Jiro Akiyama    |                 |     |            |            |            |            |  |  |        |        |        |
|  | Tomoya Hirata   | Tomoya Hirata   |             |  |  |                 |                 |                 |     | Yuta Iyama | Yuta Iyama |            |            |  |  |        |        |        |
|  | Kuya Koyama     | Kuya Koyama     |             |  |  |                 | Cho U           | Cho U           | B+R |            |            |            |            |  |  |        |        |        |
|  | Cho U           | Cho U           | W+R         |  |  | Cho U           | Cho U           | W+R             |     |            |            |            |            |  |  |        |        |        |
|  | Yoshihiro Koike | Yoshihiro Koike |             |  |  | Naoto Hikosaka  | Naoto Hikosaka  |                 |     |            |            |            |            |  |  |        |        |        |
|  | Naoto Hikosaka  | Naoto Hikosaka  | W+1,5       |  |  |                 |                 |                 |     |            |            |            |            |  |  |        |        |        |

### Finale
La finale è una sfida al meglio delle cinque partite, e si disputerà tra il campione in carica Shibano Toramaru e Kagen Kyo.